# Voo Angara Airlines 200
O Voo Angara Airlines 200 foi um voo doméstico regular do aeroporto de Ulan-Ude para o aeroporto de Nizhneangarsk, na Rússia. Em 27 de junho de 2019, umAntonov An-24RV operando o voo sofreu uma falha de motor na decolagem. Ao pousar em Nizhneangarsk, a aeronave saiu da pista e colidiu com um prédio. Todos os 43 passageiros sobreviveram ao acidente, enquanto dois dos quatro tripulantes, o piloto e o engenheiro de voo, morreram.

## Voo e acidente
O voo 200 estava saindo do aeroporto internacional Baikal quando ocorreu uma falha no motor esquerdo. A aeronave pousou no aeroporto de Nizhneangarsk às 10:20 hora local (02:20 UTC). Ele invadiu a pista e colidiu com um prédio pertencente a uma estação de esgoto. Duas das 47 pessoas a bordo morreram e 22 ficaram feridas. A aeronave foi danificada além do reparo pelo acidente e um incêndio pós-colisão.

## Aeronave
A aeronave do acidente era um Antonov An-24RV, prefixo RA-47366. A aeronave tinha 42 anos, tendo voado pela primeira vez em 1977.

## Investigação
O Comitê Interestatal de Aviação abriu uma investigação sobre o acidente. Uma investigação criminal separada também foi aberta.